# Four égyptien
Les civilisations pré-dynastiques égyptiennes utilisaient des fours vers 5000-4000 avant notre ère. Les fours étaient utilisés pour cuire les aliments et pour fabriquer des briques. Ils sont également utilisés dans la fabrication de céramiques et de poteries. Les fours métallurgiques sont des fours utilisés dans la fabrication des métaux, tandis que les fours à verre sont des fours utilisés pour produire du verre.

## Cuisine

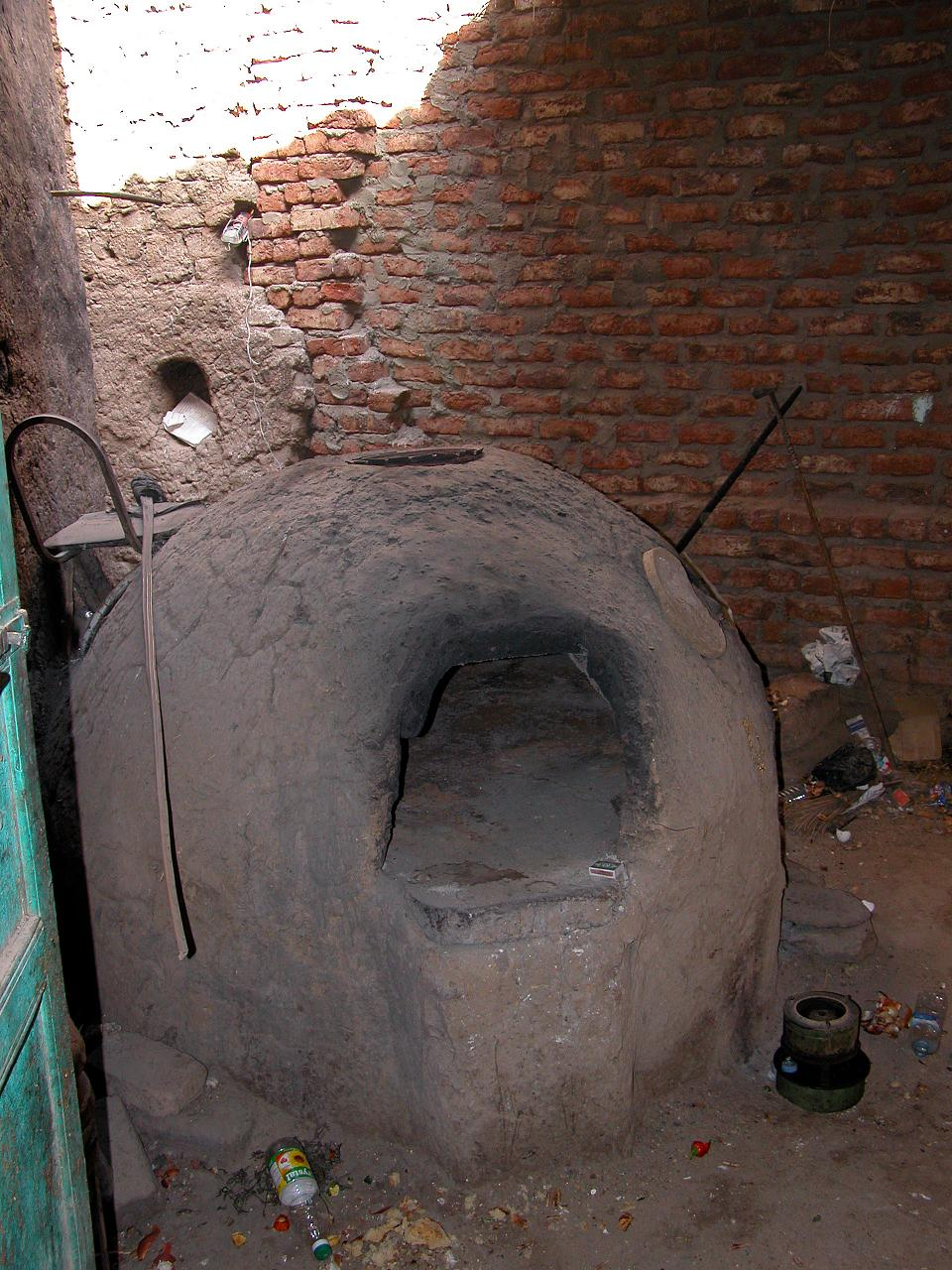
Four à pain

Chaque maison possédait une cuisine avec un toit ouvert, qui contenait une meule pour moudre la farine et un petit four pour cuire le pain.

## Four métallurgique
La découverte des restes d’un « atelier monétaire » à Karnak est tout à fait exceptionnelle. L’archéologie n’a que très peu offert de vestiges de la fabrication monétaire, laquelle, entourée du plus grand secret, n’a pas obligatoirement laissé de traces, surtout quand l’on connaît le soin pris par les orfèvres ou les bronziers pour nettoyer leur atelier. D’autre part, le contexte est rarement aussi favorable. La découverte effectuée en bordure de la chapelle d’Osiris Ounnefer Neb-djefaou fournit plusieurs éléments de la chaine opératoire, ainsi que des monnaies. Cette trouvaille permet de localiser précisément au moins une partie des monnaies émises pendant la deuxième moitié du IIe siècle avant notre ère. S’il est difficile de quantiffier l’ampleur de ces frappes, la mise au jour à Karnak d’un « atelier monétaire » offre une vision des activités monétaires en Égypte hellénistique.

## Four à œufs

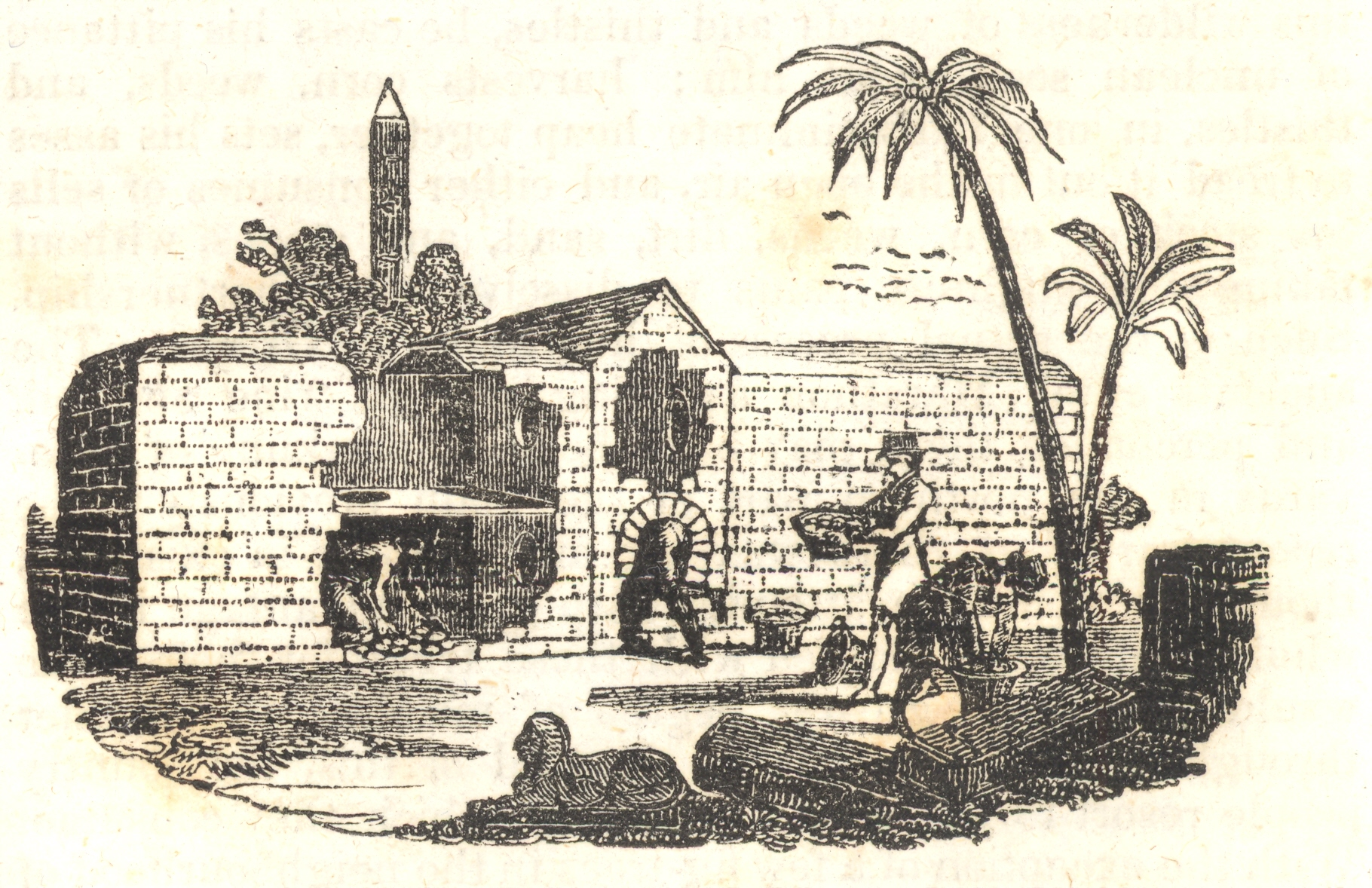
Four à œufs égyptien(Image publiée dans « The Penny Magazine »)

Un four à œufs égyptien ou mamal égyptien est un four destiné à faire éclore les œufs par incubation à l'aide d'une chaleur artificielle. Les fours à œufs fabriqués par l'homme en Égypte remontent au IVe siècle avant notre ère.
Les fours à œufs égyptiens sont typiquement des structures en briques, souvent créées à partir de boue. En Égypte, les fours variaient en taille en fonction de la zone desservie, les plus grands ayant une capacité de 80 000 œufs. Des briques de bouse de vache ou de chameau alimentaient les incubateurs, brûlant dans les cellules supérieures et émettant de la chaleur vers les cellules inférieures. La chaleur était régulée par des ouvertures entre les étages, et dans les dômes extérieurs. Les œufs étaient disposés dans les cellules inférieures. Les opérateurs devaient également retourner périodiquement les œufs, pour éviter les déformations des poussins.
En 1750, le naturaliste français René-Antoine Ferchault de Réaumur publia un rapport détaillé sur les fours, et déclara que « l'Égypte devrait en être plus fière que ses pyramides ».